# Galvarino (Chile)
Galvarino – miasto w Chile, w regionie Araukania, w prowincji Cautín.